# 2022年の中華人民共和国
2022年の中華人民共和国 （2022ねんのちゅうかじんみんきょうわこく）では、2022年の中華人民共和国に関する出来事について記述する。

## 概要
2022年2月4日、北京オリンピック冬季競技大会が開幕した。COVID-19の流行下にあり、いわゆる「バブル方式」での厳格な大会運営がなされた。習近平は、異例となる自身の政権3期目を目指しており、今大会を「成功」したと唱えて、求心力の高揚を狙った。一方、アメリカ、オーストラリア、イギリス、カナダ、ニュージーランド、リトアニア、日本などが大会に政府関係者を派遣しないことを表明した。COVID-19を理由とするニュージーランドを除き、これはウイグル人大量虐殺等の人道に反した中国政府による人権蹂躙への対応である（外交的ボイコット）。
10月16日、中国共産党第二十回全国代表大会が開幕した。過去20年間、指導部のメンバーは党大会時に68歳を超えていれば引退するという「定年」と、総書記は2期までとする慣例が守られてきたが、習はそれを破って党のトップ3期目に突入した。
そうした中、11月下旬に「白紙革命」と呼ばれる、ゼロコロナ政策への抗議行動が始まった。ゼロコロナ政策によって犠牲が拡大したとされるウルムチでのマンション火災の死者を追悼する集会が発端となり、習近平ひいては共産党の退陣を求める大規模なデモに発展した。これによりコロナ政策の大きな転換に迫られ、3年にわたって続いたセロコロナ政策は破綻した。

## 要職者
- 中国共産党中央委員会総書記（最高指導者）※2018年より習近平核心体制（英語版、中国語版）
  - 第5代: 習近平 （2012年11月15日 - ）
- 国家主席
  - 第7代: 習近平 （2013年3月14日 - ）
- 国務院総理
  - 第7代: 李克強 （2013年3月15日 - ）
- 全人代常務委員会委員長
  - 第10代: 栗戦書 （2018年3月17日 - ）
- 全国政治協商会議主席
  - 第9代: 汪洋 （2018年3月14日 - ）
- 国家監察委員会主任
  - 第1代: 楊暁渡 （2018年3月18日 - ）

## できごと

### 1月
- 1月4日 - 貴州省畢節市の建設現場で土砂崩れが発生し、少なくとも14人が死亡[13]。
- 1月7日 - 重慶市でガス漏れが原因とみられる爆発により建物が崩壊し、少なくとも16人が死亡、10人が負傷[14]。

### 2月
- 2月4日
  - 習近平国家主席が北京でロシアのウラジーミル・プーチン大統領と首脳会談[15]。
  - 2022年北京オリンピック開幕

### 3月
- 3月4日 - 2022年北京パラリンピック開幕
- 3月20日 - 2022年のF1世界選手権開幕戦の2022年バーレーングランプリで、周冠宇（アルファロメオ）が中国人として初のフルタイムドライバーとして出走し、10位入賞でポイントを獲得した[16]。
- 3月21日 - 広西チワン族自治区梧州市藤県で中国東方航空5735便が墜落し、乗客乗員132人全員が死亡（中国東方航空5735便墜落事故）。

### 4月
- 4月4日 - 香港特別行政区行政長官の林鄭月娥が次期選挙へ出馬せず引退することを表明[17]。
- 4月29日 - 湖南省長沙市で8階建てのビルが崩壊し、53人が死亡[18]。

### 5月
- 5月12日 - 重慶江北国際空港でチベット航空の旅客機が離陸時に滑走路から外れて炎上し、乗客40人余りが軽傷[19]。

### 6月
- 6月1日
  - 上海のロックダウンが2ヶ月ぶりに解除[20]。
  - 四川省でマグニチュード6.1の地震が発生し、4人が死亡、40人以上が負傷[21]。
- 6月4日 - 貴州省のトンネルの入り口を走っていた際、線路に突然流れ込んできた土石流に衝突し、運転士1人が死亡、乗客乗員8人が負傷[22]。
- 6月10日 - 河北省唐山市の焼肉店で食事中の女性客４人が襲撃された[23]。
- 6月20日 - 重慶北駅や重慶西駅の発着が増加したことに伴い、重慶駅が旅客輸送業務を停止[24]。
- 6月23日 - 北京でBRICS首脳会議を開催[25]。

### 8月
- 8月2日-3日 - アメリカ合衆国のナンシー・ペロシ下院議長、台湾訪問。中国政府、「一つの中国」に反するものとして猛反発。
- 8月4日-10日 - 中国人民解放軍、台湾周辺での大規模軍事演習を実施（詳細は「2022年中国人民解放軍による台湾周辺での軍事演習」参照）
- 8月17日
  - 青海省西寧市で大雨による山崩れが発生し、16人が死亡、18人が行方不明[26]。
  - 重慶市で最高気温44.6度を記録[27]。

### 9月
- 9月5日 - 四川省カンゼ・チベット族自治州瀘定県でマグニチュード6.6の地震が発生し、93人が死亡、25人が行方不明[28]。
- 9月18日 - 貴州省の高速道路でバスが横転し、27人が死亡、20人が負傷[29]。
- 9月30日 - 第56回世界卓球選手権団体戦が四川省成都市で開催され、卓球中国代表（英語版）が男女ともに優勝

### 10月
- 10月13日 - 北京市海淀区にある陸橋に「習近平を批判する横断幕」が掲示される。
- 10月16日 - 中国共産党第二十回全国代表大会開会。
- 10月22日 - 中国共産党第二十回全国代表大会閉会。
  - 閉会式で、胡錦濤元党総書記が途中退場を強いられ、その背景について物議を醸した。
  - 習近平党総書記の3期目の選出が決定[30]。
- 10月31日 - 実験モジュール「夢天」を打ち上げ、「中国宇宙ステーション」が完成[31]。

### 11月
- 11月21日 - 河南省安陽市文峰区の工場で火災が発生し38人が死亡[32]。
- 11月24日 - 新疆ウイグル自治区ウルムチ市の住宅で火災が発生し、10人が死亡[33]。
- 11月26日 - 白紙革命開始。政府のゼロコロナ政策を批判するため、各地で白い紙などを持って集まり、抗議運動を展開。

### 12月
- 12月7日 - ゼロコロナ政策における規制を大幅に緩和[34]。

## 死去
- 11月30日 - 江沢民：第5代中華人民共和国主席（*1926年）[35]。